# Грэм, Питер
Пи́тер Э́нанд Грэм (англ. Peter Anand Graham; 5 августа 1975, Сидней) — австралийский боец тяжёлой весовой категории, известный по выступлениям в кёкусинкай-карате, кикбоксинге, боксе и смешанных единоборствах. Участвует в профессиональных боях начиная с 2000 года, дрался на турнирах таких бойцовских организаций как К-1, Bellator MMA, KSW, Fight Nights, обладатель множества титулов и наград в различных дисциплинах единоборств.

## Биография
Питер Грэм родился 5 августа 1975 года в Сиднее.

### Карате
В возрасте восемнадцати лет начал активно заниматься кёкусинкай-карате, сразу же проявил талант в этой дисциплине и уже через полгода выиграл турнир среди жёлтых поясов. В 1999 году, когда ему было 23, выиграл любительские чемпионаты Австралии и Новой Зеландии по кёкусин-карате, стал чемпионом Южнотихоокеанского региона. На некоторое время уезжал в Японию, где жил и тренировался в додзё под присмотром признанных мастеров, тем не менее, через три месяца вынужден был вернуться в Австралию, после того как его брат Мэттью умер от передозировки героина. Из-за этого инцидента его карьера в карате затормозилась, и свой чёрный пояс он получил только спустя пять лет.

### Кикбоксинг
Наибольшую известность Питер Грэм получил именно как кикбоксер. В возрасте двадцати одного года одновременно с занятиями карате он попробовал себя в этом виде спорта, выступал довольно успешно на любительском уровне, участвовал в турнирах под эгидой Всемирной федерации кикбоксинга, в общей сложности победил среди любителей 17 соперников, не потерпев при этом ни одного поражения.
На профессиональном уровне дебютировал в апреле 2000 года, своего первого соперника, соотечественника Шейна Виджона, победил техническим нокаутом в первом же раунде. После этого поединка подписал контракт с крупнейшей организацией кикбоксинга К-1 и с этого времени начал активно выступать на крупных международных турнирах. В ноябре того же года потерпел первое в карьере поражение, от опытнейшего австралийца Стэна Лонгинидиса — бой между ними продлился десять раундов, и в итоге все судьи единогласно отдали победу Лонгинидису. В 2001 году наиболее примечательны поединки Грэма с новозеландцем Марком Хантом, будущим ветераном Pride и UFC, в первом бою Грэм был нокаутирован им, но во втором смог победить судейским решением.
В марте 2006 года состоялся знаменитый бой между Питером Грэмом и будущей звездой кикбоксинга Бадром Хари. Во время предматчевой пресс-конференции Хари вёл себя крайне вызывающе, всячески оскорблял Грэма и даже устроил потасовку. В официальном поединке между ними в третьем раунде Грэм эффектно нокаутировал марокканца своим коронным ударом ногой в прыжке, сломав ему челюсть в нескольких местах. Из-за этой травмы Хари в итоге почти год не выходил на ринг. В том же году Грэм боксировал с другим именитым бойцом, четырёхкратным чемпионом К-1 из Голландии Сэмми Схилтом — бой между ними продлился все пять раундов, и Схилт победил единогласным решением судей.
В августе 2007 года прошёл матч-реванш между Грэмом и Хари — Грэм пытался несколько раз применить фирменный удар ногой с разворота, но так ни разу и не попал в соперника, в результате тот выиграл по очкам. В дальнейшем Питер Грэм продолжал выходить на ринг, дрался с попеременным успехом ещё в течение нескольких лет. В 2014 году на турнире в Дубае в третий раз встретился с Бадром Хари и проиграл ему техническим нокаутом в первом же раунде.

### Смешанные единоборства
Потренировавшись вместе с известным японским бойцом Акирой Сёдзи, в 2008 году Грэм дебютировал в ММА на турнире World Victory Road в Японии, но в первом же раунде проиграл удушающим приёмом «север-юг» местному бойцу Кадзуюки Фудзите. Его карьера в смешанных единоборствах складывалась не лучшим образом: из шести первых поединков в пяти он потерпел поражение — причиной тому были недостаточные навыки борьбы — противники легко переводили его в партер и с помощью болевого или удушающего приёма заставляли сдаться. Так развивались события, в частности, с мастером бразильского джиу-джитсу Роллесом Грейси, который поймал его в «треугольник руками», и с новозеландцем Джимом Йорком, применившим на нём удушающий приём сзади. Тем не менее, Грэм постепенно улучшал навыки борьбы, так, некоторое время он тренировался в Бразилии, получив там синий пояс по БЖЖ, изучал дзюдо, удостоившись в этой дисциплине оранжевого пояса.
C 2010 года пошла серия из девяти побед подряд, при этом Грэм взял верх над такими именитыми бойцами как Картер Уильямс, Юсукэ Кавагути, Александр Емельяненко, Константин Глухов (дважды), Салимгерей Расулов. Благодаря череде удачных выступлений привлёк к себе внимание крупного американского промоушена Bellator MMA и дебютировал здесь в 2013 году с победы единогласным решением над американцем Эриком Приндлом. Заменил травмировавшегося Винисиуса Кейроса в финале девятого сезона гран-при тяжёлого веса и вышел на бой с Чейком Конго, проиграв единогласным судейским решением. В 2014 году принял участие в десятом сезоне гран-при тяжеловесов, но уже в четвертьфинале удушающим приёмом уступил Майти Мо и выбыл из борьбы за титул, а затем и вовсе был уволен из Bellator.
Впоследствии Грэм несколько раз дрался на турнирах польской организации KSW, где в частности техническим нокаутом победил знаменитого силача Мариуша Пудзяновского. Проиграл болевым приёмом «кимура» российскому самбисту Денису Гольцову, в 2016 году на юбилейном пятидесятом турнире Fight Nights в Санкт-Петербурге потерпел поражение от ещё одного самбиста из России, небитого бывшего чемпиона Bellator Виталия Минакова — тот уже в первом раунде применил на нём рычаг локтя.

### Профессиональный бокс
Ещё на заре своей бойцовской карьеры в 2000 году Питер Грэм пробовал силы в профессиональном боксе, тем не менее, тогда он не имел успеха в этом виде спорта — в первых трёх поединках проиграл, причём в одном был нокаутирован. Однако после значительного перерыва в 2012 году он вернулся в бокс и выиграл несколько титулов: завоевал и защитил титул чемпиона Нового Южного Уэльса в тяжёлом весе, стал чемпионом Австралии среди профессионалов, в 2015 году выиграл титул чемпиона Азиатско-Тихоокеанского региона по версии Всемирной боксёрской организации, в 2016 году стал чемпионом мира по версии ВБФ. Имеет в послужном списке одиннадцать побед, из них шесть досрочных.

## Личная жизнь
В 2008 году Грэм женился на проживавшей в Токио бразильянке Сильвии (на правой руке у него есть татуировка с её именем). У супругов родилась дочь Николь (имя дочери вытатуировано у него на груди). В 2010 году Грэм принял участие в телешоу «Найди мою семью», где воссоединился со своим младшим братом, с которым давным-давно утратил связь и не виделся более 20 лет. В 2012 году открыл собственную школу единоборств Peter Grahams IMC в городе Проспект, Новый Южный Уэльс.

## Статистика в профессиональном ММА
| Боёв 22  | Побед 12 | Поражений 10 |
| -------- | -------- | ------------ |
| Нокаутом | 11       | 0            |
| Сдачей   | 0        | 8            |
| Решением | 1        | 2            |

| Результат | Рекорд | Соперник              | Способ                       | Турнир                                            | Дата             | Раунд | Время | Место                   | Примечание                                     |
| --------- | ------ | --------------------- | ---------------------------- | ------------------------------------------------- | ---------------- | ----- | ----- | ----------------------- | ---------------------------------------------- |
| Поражение | 12–10  | Виталий Минаков       | Сдача (рычаг локтя)          | Fight Nights Global 50                            | 17 июня 2016     | 1     | 1:01  | Санкт-Петербург, Россия |                                                |
| Победа    | 12–9   | Мариуш Пудзяновский   | TKO (удары руками и локтями) | KSW 32: Road to Wembley                           | 31 октября 2015  | 2     | 2:00  | Лондон, Англия          |                                                |
| Поражение | 11–9   | Кароль Бедорф         | Единогласное решение         | KSW 31                                            | 23 мая 2015      | 3     | 5:00  | Гданьск, Польша         |                                                |
| Поражение | 11–8   | Денис Гольцов         | Сдача (кимура)               | Tech-Krep FC: Ermak Prime Challenge               | 3 апреля 2015    | 2     | 3:23  | Краснодар, Россия       |                                                |
| Победа    | 11–7   | Марцин Рожальский     | TKO (травма колена)          | KSW 28                                            | 4 октября 2014   | 2     | 0:43  | Щецин, Польша           |                                                |
| Поражение | 10–7   | Майти Мо              | Сдача (удушение коброй)      | Bellator 111                                      | 7 марта 2014     | 3     | 2:31  | Такервилл, США          | Четвертьфинал 10 сезона гран-при тяжёлого веса |
| Поражение | 10–6   | Чейк Конго            | Единогласное решение         | Bellator 107                                      | 8 ноября 2013    | 3     | 5:00  | Такервилл, США          | Финал 9 сезона гран-при тяжёлого веса          |
| Победа    | 10–5   | Эрик Приндл           | Единогласное решение         | Bellator 104                                      | 18 октября 2013  | 3     | 5:00  | Сидар-Рапидс, США       |                                                |
| Победа    | 9–5    | Салимгерей Расулов    | TKO (травма)                 | GFC Challenge                                     | 2 июня 2013      | 2     | 1:00  | Краснодар, Россия       |                                                |
| Победа    | 8–5    | Таи Туиваса           | TKO (удары руками)           | Combat 8:03                                       | 27 апреля 2013   | 2     | 2:48  | Сидней, Австралия       |                                                |
| Победа    | 7–5    | Донни Лестер          | TKO (остановлен секундантом) | AFC 4                                             | 7 декабря 2012   | 1     | 1:50  | Сидней, Австралия       |                                                |
| Победа    | 6–5    | Константин Глухов     | TKO (удары руками)           | Draka 11                                          | 24 ноября 2012   | 1     | 3:20  | Хабаровск, Россия       |                                                |
| Победа    | 5–5    | Константин Глухов     | KO (удар рукой)              | Кубок губернатора 2012                            | 11 февраля 2012  | 1     | 2:47  | Хабаровск, Россия       |                                                |
| Победа    | 4–5    | Александр Емельяненко | TKO (удары ногами)           | Draka 5                                           | 18 декабря 2010  | 2     | 2:59  | Хабаровск, Россия       |                                                |
| Победа    | 3–5    | Юсукэ Кавагути        | TKO (удары локтями)          | Xtreme MMA 3                                      | 5 ноября 2010    | 1     | N/A   | Сидней, Австралия       |                                                |
| Победа    | 2–5    | Картер Уильямс        | TKO (удары)                  | Xtreme MMA 2                                      | 31 июля 2010     | 1     | 4:10  | Сидней, Австралия       |                                                |
| Поражение | 1–5    | Джим Йорк             | Сдача (удушение сзади)       | Impact FC 2                                       | 18 июля 2010     | 1     | 3:44  | Сидней, Австралия       |                                                |
| Поражение | 1–4    | Дион Старинг          | Сдача (рычаг локтя)          | Fury 1: Clash of the Titans                       | 21 мая 2010      | 1     | N/A   | Макао, Китай            |                                                |
| Победа    | 1–3    | Фелисе Лениу          | TKO (удары руками)           | RPA: Return Of The Chief                          | 18 апреля 2010   | 1     | N/A   | Кейсборо, Австралия     |                                                |
| Поражение | 0–3    | Роллес Грейси         | Сдача (треугольник руками)   | Art of War 14                                     | 26 сентября 2009 | 1     | 1:43  | Макао, Китай            |                                                |
| Поражение | 0–2    | Моиз Римбон           | Сдача (удушение сзади)       | World Victory Road Presents: Sengoku 4            | 24 августа 2008  | 2     | 0:42  | Сайтама, Япония         |                                                |
| Поражение | 0–1    | Кадзуюки Фудзита      | Сдача (удушение север-юг)    | World Victory Road Presents: Sengoku First Battle | 5 марта 2008     | 1     | 1:23  | Токио, Япония           |                                                |

## Статистика в кикбоксинге
| 59 побед (31 досрочно, 25 решением), 13 поражений |           |                     |                                                                          |                             |       |       |
| Дата                                              | Результат | Соперник            | Турнир                                                                   | Способ                      | Раунд | Время |
| 29 мая 2014                                       | Поражение | Бадр Хари           | GFC Fight Series 1: Heavyweight Tournament, Final, Дубай, ОАЭ            | TKO (удары руками)          | 1     | 1:33  |
| 29 мая 2014                                       | Победа    | Арнольд Оборотов    | GFC Fight Series 1: Heavyweight Tournament, Semi Finals, Дубай, ОАЭ      | Решение большинства         | 4     | 3:00  |
| 23 марта 2013                                     | Победа    | Эрик Носа           | Capital Punishment 7, Канберра, Австралия                                | KO (лоу-кик справа)         | 1     | 1:43  |
| 7 октября 2012                                    | Победа    | Принц Али           | HEAT 24, Нагоя, Япония                                                   | Решение судей               | 3     | 3:00  |
| 20 августа 2011                                   | Поражение | Павел Словиньский   | Kings of Kombat 4, Кейсборо, Австралия, I.S.K.A. Heavyweight World Title | KO                          | 3     |       |
| 2 апреля 2011                                     | Победа    | Андре Мунье         | Kings of Combat 3, Кейсборо, Австралия                                   | TKO (удары руками и ногами) | 3     |       |
| 29 августа 2010                                   | Победа    | Даг Вайни           | Kings of Combat, Кейсборо, Австралия                                     | TKO (удары ногами)          | 5     |       |
| 5 августа 2007                                    | Поражение | Бадр Хари           | K-1 World Grand Prix 2007 in Hong Kong                                   | Единогласное решение        | 3     | 3:00  |
| 28 апреля 2006                                    | Победа    | Еррел Венетиан      | K-1 World Grand Prix 2007 in Hawaii, США                                 | Единогласное решение        | 3     | 3:00  |
| 31 декабря 2006                                   | Поражение | Сэмми Схилт         | K-1 Premium 2006 Dynamite!!, Япония                                      | Единогласное решение        | 5     | 3:00  |
| 18 ноября 2006                                    | Поражение | Даг Вайни           | K-1 Kings of Oceania 2006 Round 3, Новая Зеландия                        | Решение судей               | 3     | 3:00  |
| 11 ноября 2006                                    | Победа    | Юки Камикадзэ       | Macau X-plosion, Макао                                                   | TKO (удары ногами)          | 2     |       |
| 16 сентября 2006                                  | Победа    | Эндрю Пек           | K-1 Kings of Oceania 2006 Round 2, Новая Зеландия                        | TKO (лоу-кики)              | 2     |       |
| 18 август 2006                                    | Победа    | Андрей Молчанов     | X-plosion 13, Сидней, Австралия                                          | TKO (остановлен рефери)     | 1     |       |
| 24 июня 2006                                      | Победа    | Мэтт Самоа          | K-1 Kings of Oceania 2006 Round 1, Новая Зеландия                        | KO (правый боковой)         | 1     | 2:16  |
| 5 марта 2006                                      | Поражение | Павел Словиньский   | K-1 World Grand Prix 2006 in Auckland, Новая Зеландия                    | TKO (лоу-кики)              | 2     | 1:42  |
| 5 марта 2006                                      | Победа    | Бадр Хари           | K-1 World Grand Prix 2006 in Auckland, Новая Зеландия                    | KO (rolling thunder)        | 3     | 2:54  |
| 10 декабря 2005                                   | Победа    | Рикардо ван ден Бос | K-1 Kings of Oceania 2005 Round 3, Австралия                             | KO (удары руками)           | 1     | 1:19  |
| 8 октября 2005                                    | Победа    | Джей Хепи           | K-1 Kings of Oceania 2005 Round 2, Новая Зеландия                        | Решение судей               | 3     | 3:00  |
| 30 июля 2005                                      | Победа    | Рони Сефо           | K-1 Kings of Oceania 2005 Round 1, Новая Зеландия                        | Единогласное решение        | 3     | 3:00  |
| 30 апреля 2005                                    | Победа    | Алексей Игнашов     | K-1 Battle of Anzacs II, Новая Зеландия                                  | Решение судей               | 5     | 3:00  |
| 5 ноября 2004                                     | Поражение | Джейсон Сатти       | K-1 Oceania MAX 2004, Новая Зеландия                                     | Единогласное решение        | 3     | 3:00  |
| 16 июля 2004                                      | Победа    | Джейсон Сатти       | Kings of Oceania 2004, Новая Зеландия                                    | Единогласное решение        | 3     | 3:00  |
| 16 июля 2004                                      | Победа    | Павел Словиньский   | Kings of Oceania 2004, Новая Зеландия                                    | Единогласное решение        | 3     | 3:00  |
| 16 июля 2004                                      | Победа    | Хирива Те-Ранги     | Kings of Oceania 2004, Новая Зеландия                                    | KO (rolling thunder)        | 1     | 1:59  |
| 6 марта 2004                                      | Поражение | Джавит Байрами      | Kings Of The Ring, Приштина, Сербия                                      | Решение судей               | 5     | 3:00  |
| 6 декабря 2003                                    | Поражение | Реми Боньяски       | K-1 World Grand Prix 2003, Япония                                        | TKO (остановлен рефери)     | 1     | 2:58  |
| 11 октября 2003                                   | Победа    | Сэм Греко           | K-1 World Grand Prix 2003 Final Elimination, Япония                      | TKO (травма ноги)           | 2     | 0:30  |
| 27 июля 2003                                      | Победа    | Джейсон Сатти       | K-1 World Grand Prix 2003 in Melbourne, Австралия                        | Единогласное решение        | 3     | 3:00  |
| 27 июля 2003                                      | Победа    | Митч О’Хелло        | K-1 World Grand Prix 2003 in Melbourne, Австралия                        | TKO (удар рукой)            | 4     | 0:47  |
| 27 июля 2003                                      | Победа    | Йосип Бодрожич      | K-1 World Grand Prix 2003 in Melbourne, Австралия                        | Решение судей               | 3     | 3:00  |
| 27 апреля 2003                                    | Победа    | Крис Крисполидес    | License to Thrill, Австралия                                             | Решение судей               | 3     | 3:00  |
| 24 апреля 2003                                    | Победа    | Майк Ангове         | Fights in Dunedin, Новая Зеландия                                        | TKO (удары коленями)        | 2     | 0:55  |
| 31 августа 2002                                   | Победа    | Хирива Те-Ранги     | WKBF World Super Heavyweight Title, Новая Зеландия                       | Решение судей               | 5     | 3:00  |
| 12 июля 2002                                      | Поражение | Джейсон Сатти       | KB4 Fightnight, Сидней, Австралия                                        | Решение судей               | 3     | 3:00  |
| 12 июля 2002                                      | Победа    | Крис Крисполидес    | KB4 Fightnight, Сидней, Австралия                                        | Решение судей               | 3     | 3:00  |
| 1 сентября 2001                                   | Ничья     | Джейсон Сатти       | JNI Promotions, Австралия                                                | Ничья                       | 3     | 3:00  |
| 21 июля 2001                                      | Победа    | Марк Хант           | K-1 New Zealand Grand Prix 2001                                          | Решение судей               | 5     | 3:00  |
| 29 апреля 2001                                    | Поражение | Адам Уотт           | K-1 World Grand Prix 2001 in Osaka, Япония                               | KO (левый прямой)           | 2     | 1:29  |
| 29 апреля 2001                                    | Победа    | Ян Нортье           | K-1 World Grand Prix 2001 in Osaka, Япония                               | Решение судей               | 4     | 3:00  |
| 7 апреля 2001                                     | Победа    | Фади Хадара         | Australia vs USA, Сидней, Австралия                                      | Решение судей               | 3     | 3:00  |
| 24 февраля 2001                                   | Поражение | Марк Хант           | K-1 World Grand Prix 2001 Preliminary Melbourne, Австралия               | KO (апперкот справа)        | 3     | 2:10  |
| 24 февраля 2001                                   | Победа    | Рони Сефо           | K-1 World Grand Prix 2001 Preliminary Melbourne, Австралия               | Решение судей               | 3     | 3:00  |
| 24 февраля 2001                                   | Победа    | Фил Фаган           | K-1 World Grand Prix 2001 Preliminary Melbourne, Австралия               | TKO (2 нокдауна)            | 2     |       |
| 19 ноября 2000                                    | Поражение | Стэн Лонгинидис     | K-1 Oceania Star Wars 2000, Австралия                                    | Единогласное решение        | 10    | 2:00  |
| 10 сентября 2000                                  | Победа    | Гюркан Озкан        | K-1 Oceania Dream, Австралия                                             | TKO (3 нокдауна)            | 4     |       |
| 24 июня 2000                                      | Победа    | Клэй Аумитаги       | Bradford's Show, Сидней, Австралия                                       | Решение судей               | 3     | 3:00  |
| 14 мая 2000                                       | Победа    | Бен Гамильтон       | K-1 Revenge Oceania, Австралия                                           | TKO (остановлен врачом)     | 2     |       |
| 8 апреля 2000                                     | Победа    | Шейн Виджон         | Bound for Glory, NSW, Австралия                                          | TKO (удары ногами и руками) | 1     |       |

## Статистика в профессиональном боксе
| 11 побед (5 досрочно), 4 поражения, 1 ничья |           |                     |                                               |                     |       |                                                   |
| Дата                                        | Результат | Соперник            | Место                                         | Способ              | Раунд | Примечания                                        |
| 21 января 2017                              | Поражение | Чжан Чжилэй         | Hebei Sports Venue, Шицзячжуан, Китай         | KO                  | 1     | Бой за вакантный титул чемпиона WBO Oriental.     |
| 27 февраля 2016                             | Победа    | Джулиус Лонг        | Darwin Convention Centre, Дарвин, Австралия   | TD                  | 6     | Бой за титул чемпиона мира ВБФ.                   |
| 28 ноября 2015                              | Победа    | Альфонс Мчумиатумбо | Suzhou Sports Center, Сучжоу, Китай           | TKO                 | 4     | Бой за вакантный титул чемпиона WBO Asia Pacific. |
| 11 июля 2015                                | Победа    | Бен Эдвардс         | Hellenic Club, Вуден, Австралия               | SD                  | 10    | Бой за титул чемпиона Австралии.                  |
| 22 февраля 2013                             | Победа    | Дэвид Леви          | Entertainment Centre, Хёрствилл, Австралия    | TKO                 | 6     | Защита титула чемпиона Нового Южного Уэльса.      |
| 19 мая 2012                                 | Победа    | Джордж Поливаати    | Croatian Club, Панчбоул, Австралия            | Решение судей       | 5     | Бой за титул чемпиона Нового Южного Уэльса.       |
| 15 ноября 2002                              | Победа    | Пэт Кеннеди         | Club Nova, Ньюкасл, Австралия                 | TKO (удар в корпус) | 5     |                                                   |
| 9 августа 2002                              | Победа    | Пэт Кеннеди         | Club Nova, Ньюкасл, Австралия                 | Решение судей       | 6     |                                                   |
| 10 мая 2002                                 | Победа    | Джозеф Семеату      | Mayfield Ex Services Club, Ньюкасл, Австралия | KO (удары руками)   | 1     |                                                   |
| 1 апреля 2002                               | Ничья     | Фил Грегори         | Sports Complex, Каррара, Австралия            | Ничья               | 8     |                                                   |
| 4 марта 2002                                | Победа    | Пол Уитерс          | Entertainment Centre, Таунсвилл, Австралия    | KO (правый боковой) | 6     |                                                   |
| 15 февраля 2002                             | Победа    | Эндрю Фепуилеаи     | Woonona Bulli RSL Club, Уоллонгонг, Австралия | Раздельное решение  | 4     |                                                   |
| 12 октября 2001                             | Победа    | Глен Сьюэлл         | Сидней, Австралия                             | Решение судей       | 4     |                                                   |
| 28 сентября 2001                            | Поражение | Саймон Патерсон     | The Octagon, Сидней, Австралия                | Решение большинства | 4     |                                                   |
| 21 июля 2000                                | Поражение | Каин Мельбурн       | Hornsby RSL Club, Сидней, Австралия           | KO (удары руками)   | 2     |                                                   |
| 23 апреля 2000                              | Поражение | Каин Мельбурн       | Wyong Leagues Club, Wyong, Австралия          | Решение судей       | 4     |                                                   |